# Walpole (Massachusetts)
Walpole è un comune degli Stati Uniti d'America facente parte della contea di Norfolk nello stato del Massachusetts.
Si trova a circa 20 km a sud di Boston.
Prende il nome da Sir Robert Walpole.